# 노현송
노현송(盧顯松, 1954년 1월 28일~)은 대한민국의 정치인이다. 제17대 국회의원, 제10·14·15·16대 서울 강서구청장을 지냈다.

## 학력
- 문산국민학교 졸업
- 보성중학교 졸업
- 1972년 경기고등학교 졸업
- 1979년 한국외국어대학교 행정학 학사
- 1983년 와세다대학교 대학원 행정학 석사
- 1985년 와세다대학교 대학원 행정학(박사과정 수료)
- 2009년 한국외국어대학교 대학원 언어인지과학 박사

## 경력
- 울산대학교 겸임교수
- 고려대학교 겸임교수
- 한국외국어대학교 초빙교수
- 대통령직인수위원회 정무분과위원회 자문위원
- 제17대 국회의원
- 열린우리당 원내수석부대표
- 국회운영위원회 간사
- 사람사는세상 노무현재단 자문위원
- 제10·14·15·16대 서울 강서구청장

## 수상
- 2001년 중앙일보 자원봉사대축제 특별공로상
- 2001년 새천년 밝은 정치인상

## 역대 선거 결과
|  | 35.38% |

|  | 41.97% |

|  | 45.52% |

|  | 37.40% |

|  | 53.23% |

|  | 52.63% |

|  | 61.57% |

## 소속 정당
| 소속 정당 | 소속 정당        | 소속 기간 | 비고                |
| --------- | ---------------- | --------- | ------------------- |
|           | 새정치국민회의   | 1996~2000 | 정계 입문           |
|           | 새천년민주당     | 2000~2003 | 합당                |
|           | 무소속           | 2003      | 탈당                |
|           | 열린우리당       | 2003~2007 | 창당                |
|           | 무소속           | 2007      | 탈당                |
|           | 중도개혁통합신당 | 2007      | 창당                |
|           | 중도통합민주당   | 2007      | 합당                |
|           | 무소속           | 2007      | 탈당                |
|           | 대통합민주신당   | 2007~2008 | 창당                |
|           | 통합민주당       | 2008      | 합당                |
|           | 민주당           | 2008~2011 | 당명 변경           |
|           | 민주통합당       | 2011~2013 | 합당                |
|           | 민주당           | 2013~2014 | 당명 변경           |
|           | 새정치민주연합   | 2014~2015 | 합당                |
|           | 더불어민주당     | 2015~현재 | 당명 변경 정계 은퇴 |

## 같이 보기
- 강서구 을
- 서울 강서구의 국회의원
- 서울 강서구청장